# المرادية (تكرطاغ)
المُرَادِيَّةُ أو مرادلي (بالتركية: Muratlı) هو اسم بلديةٍ وقضاءٍ في ولاية تكرطاغ التركيَّة. وهي على 24 كيلومترا شمال مدينة تكرطاغ، وبها ممر السكة الحديدية الذاهبة إلى بلغارستان ومنها إلى سائر نواحي أوربا. وقد بلغت عدة أهل المرادية ثلاثون ألفا سنة 2022. والمراديةُ منسوبة إلى السلطان مراد الأول الملقب بخُدَاوَنْدِكَار.